# Film giapponesi proposti per l'Oscar al miglior film straniero
Il Giappone ha ricevuto tre Oscar speciali prima che venisse istituita la categoria del miglior film straniero grazie a Kurosawa, Kinugasa e Inagaki.
Dal 1956 ha poi presentato regolarmente film all'Academy: da allora dodici film giapponesi hanno ottenuto una nomination ma soltanto due, Departures e Drive My Car, sono riusciti ad aggiudicarsi la statuetta rispettivamente nelle cerimonie del 2009 e 2022.
| Anno | Film                                                                           | Regia               | Risultato      |
| ---- | ------------------------------------------------------------------------------ | ------------------- | -------------- |
| 1952 | Rashomon (羅生門?, Rashōmon)                                                   | Akira Kurosawa      | Oscar speciale |
| 1955 | La porta dell'inferno (地獄門?, Jigokumon)                                     | Teinosuke Kinugasa  | Oscar speciale |
| 1956 | Miyamoto Musashi (宮本武蔵?)                                                   | Hiroshi Inagaki     | Oscar speciale |
| 1957 | L'arpa birmana (ビルマの竪琴?, Biruma no tategoto)                             | Kon Ichikawa        | Candidato      |
| 1958 | Arakure (あらくれ?)                                                            | Mikio Naruse        | Non candidato  |
| 1959 | La leggenda di Narayama (楢山節考?, Narayama bushiko)                          | Keisuke Kinoshita   | Non candidato  |
| 1960 | Fuochi nella pianura (野火?, Nobi)                                             | Kon Ichikawa        | Non candidato  |
| 1961 | Tardo autunno (秋日和?, Akibiyori)                                             | Yasujirō Ozu        | Non candidato  |
| 1962 | Amore immortale (永遠の人?, Eien no hito)                                      | Keisuke Kinoshita   | Candidato      |
| 1963 | Ho due anni (私は二歳?, Watashi wa ni sai)                                     | Kon Ichikawa        | Non candidato  |
| 1964 | Koto (古都?)                                                                   | Noboru Nakamura     | Candidato      |
| 1965 | La donna di sabbia (砂の女?, Suna no onna)                                     | Hiroshi Teshigahara | Candidato      |
| 1966 | Kwaidan (怪談?, Kaidan)                                                        | Masaki Kobayashi    | Candidato      |
| 1967 | Umi no koto (湖の琴?, Umi no koto)                                             | Tomotaka Tasaka     | Non candidato  |
| 1968 | Ritratto di Chieko (智恵子抄?, Chieko-shō)                                     | Noboru Nakamura     | Candidato      |
| 1969 | Kurobe no taiyō (黒部の太陽?)                                                  | Kei Kumai           | Non candidato  |
| 1970 | Il profondo desiderio degli dei (神々の深き欲望?, Kamigami no fukaki yokubo)   | Shōhei Imamura      | Non candidato  |
| 1971 | Buraikan (無頼漢?)                                                             | Masahiro Shinoda    | Non candidato  |
| 1972 | Dodès'ka-dèn (どですかでん?, Dodesukaden)                                      | Akira Kurosawa      | Candidato      |
| 1973 | Sotto la bandiera del Sol Levante (軍旗はためく下に?, Gunki hatameku moto ni)  | Kinji Fukasaku      | Non candidato  |
| 1974 | Kaigenrei (戒厳令?)                                                            | Yoshishige Yoshida  | Non candidato  |
| 1975 | Kaseki (化石?)                                                                 | Masaki Kobayashi    | Non candidato  |
| 1976 | Sandokan numero 8 (サンダカン八番娼館 望郷?, Sandakan hachiban shōkan - Bōkyō) | Kei Kumai           | Candidato      |
| 1978 | Hakkōda-san (八甲田山?)                                                        | Shiro Moritani      | Non candidato  |
| 1979 | L'impero della passione (愛の亡霊?, Ai no bōrei)                               | Nagisa Ōshima       | Non candidato  |
| 1980 | Gassan (月山?)                                                                 | Tetsutaro Murano    | Non candidato  |
| 1981 | Kagemusha - L'ombra del guerriero (影武者?, Kagemusha)                         | Akira Kurosawa      | Candidato      |
| 1982 | Il fiume di fango (泥の河?, Doro no kawa)                                      | Kōhei Oguri         | Candidato      |
| 1983 | Kiryūin Hanako no shōgai (鬼龍院花子の生涯?)                                   | Hideo Gosha         | Non candidato  |
| 1984 | Antarctica (南極物語?, Nankyoku monogatari)                                    | Koreyoshi Kurahara  | Non candidato  |
| 1985 | Setouchi shōnen yakyū-dan (瀬戸内少年野球団?)                                  | Masahiro Shinoda    | Non candidato  |
| 1986 | Hana ichimonme (花いちもんめ?)                                                 | Shunya Ito          | Non candidato  |
| 1987 | Kinema no tenchi (キネマの転地?)                                               | Yōji Yamada         | Non candidato  |
| 1988 | Zegen (女衒?)                                                                  | Shōhei Imamura      | Non candidato  |
| 1989 | Downtown Heroes (ダウンタウン・ヒーローズ?, Dauntaun Hīrōzu)                   | Yōji Yamada         | Non candidato  |
| 1990 | Rikyū (利休?)                                                                  | Hiroshi Teshigahara | Non candidato  |
| 1991 | L'aculeo della morte (死の棘?, Shi no toge)                                    | Kōhei Oguri         | Non candidato  |
| 1992 | Rapsodia in agosto (八月の狂詩曲?, Hachigatsu no kyōshikyoku)                  | Akira Kurosawa      | Non candidato  |
| 1993 | Onna niroshi abura no jigoku (女殺油地獄?)                                     | Hideo Gosha         | Non candidato  |
| 1994 | Madadayo - Il compleanno (まあだだよ?, Maadadayo)                              | Akira Kurosawa      | Non candidato  |
| 1995 | Pom Poko (平成狸合戰ぽんぽこ?, Heisei tanuki gassen Ponpoko)                   | Isao Takahata       | Non candidato  |
| 1996 | Deep River (深い河（ディープリバー）?, Dīpu Ribā)                              | Kei Kumai           | Non candidato  |
| 1997 | Gakkō II (学校II?)                                                             | Yōji Yamada         | Non candidato  |
| 1998 | Princess Mononoke (もののけ姫?, Mononoke-hime)                                 | Hayao Miyazaki      | Non candidato  |
| 1999 | Ai o kōhito (愛を乞う人?)                                                      | Hideyuki Hirayama   | Non candidato  |
| 2000 | Poppoya (鉄道員?)                                                              | Yasuo Furuhata      | Non candidato  |
| 2001 | Ame agaru (雨あがる?)                                                          | Takashi Koizumi     | Non candidato  |
| 2002 | Go                                                                             | Isao Yukisada       | Non candidato  |
| 2003 | Out                                                                            | Hideyuki Hirayama   | Non candidato  |
| 2004 | Il crepuscolo del samurai (たそがれ清兵衛)                                     | Yōji Yamada         | Candidato      |
| 2005 | Nessuno lo sa (誰も知らない?, Dare mo shiranai)                                | Hirokazu Koreeda    | Non candidato  |
| 2006 | Chi to hone (血と骨?)                                                          | Yoichi Sai          | Non candidato  |
| 2007 | Hula Girls (フラガール?, Fura gāru)                                            | Sang-il Lee         | Non candidato  |
| 2008 | I Just Didn't Do It (それでもボクはやってない)                                 | Masayuki Suo        | Non candidato  |
| 2009 | Departures (おくりびと?, Okuribito)                                            | Yōjirō Takita       | Vincitore      |
| 2010 | Dare mo mamotte kurenai (誰も守ってくれない?)                                  | Ryoichi Kimizuka    | Non candidato  |
| 2011 | Confessions (告白?, Kokuhaku)                                                  | Tetsuya Nakashima   | Short-list     |
| 2012 | Ichimai no hagaki (一枚のハガキ?)                                              | Kaneto Shindō       | Non candidato  |
| 2013 | Kazoku no kuni (一かぞくのくに?)                                               | Yong-hi Yang        | Non candidato  |
| 2014 | The Great Passage (舟を編む)                                                   | Yūya Ishii          | Non candidato  |
| 2015 | The Light Shines Only There (そこのみにて光輝く)                               | Mipo Oh             | Non candidato  |
| 2016 | Hyakuen no koi (百円の恋?)                                                     | Masaharu Take       | Non candidato  |
| 2017 | Haha to kuraseba (母と暮せば?)                                                 | Yoji Yamada         | Non candidato  |
| 2018 | Yu o Wakasu Hodo no Atsui Ai (湯を沸かすほどの熱い愛?)                         | Ryōta Nakano        | Non candidato  |
| 2019 | Un affare di famiglia (万引き家族?, Manbiki kazoku)                            | Hirokazu Kore'eda   | Candidato      |
| 2020 | Weathering with You (天気の子?)                                                | Makoto Shinkai      | Non candidato  |
| 2021 | True Mothers (朝が来る?)                                                       | Naomi Kawase        | Non candidato  |
| 2022 | Drive My Car (ドライブ・マイ・カー?, Doraibu mai kā)                           | Ryūsuke Hamaguchi   | Vincitore      |
| 2023 | Plan 75 (プランななじゅうご?)                                                  | Chie Hayakawa       | Non candidato  |
| 2024 | Perfect Days (完璧な日々?)                                                     | Wim Wenders         | Candidato      |
| 2025 | Cloud (クラウド?)                                                              | Kiyoshi Kurosawa    | Non candidato  |

| Non candidato  | Il film è stato proposto dal Giappone, ma non è stato candidato dall'Academy of Motion Picture Arts and Sciences          |
| Short-list     | Il film è entrato nella "short-list" stilata a gennaio dei nove candidati per l'Oscar al miglior film straniero           |
| Candidato      | Il film è entrato a far parte dei cinque candidati per l'Oscar al miglior film straniero                                  |
| Vincitore      | Il film ha vinto l'Oscar al miglior film straniero                                                                        |
| Oscar speciale | Il film ha vinto l'Oscar speciale assegnato tra il 1948 ed il 1956, periodo di tempo in cui non esisteva ancora il premio |